# Bóng chuyền tại Thế vận hội Mùa hè 2016
Môn bóng chuyền tại Thế vận hội Mùa hè 2016 ở Rio de Janeiro diễn ra từ ngày 6 tới 21 tháng Tám. 24 đội bóng chuyền và 48 đội bóng chuyền bãi biển gồm 386 vận động viên, sẽ tranh tài ở giải đấu. Nội dung bóng chuyền bãi biển sẽ diễn ra tại Ginásio do Maracanãzinho ở Maracanã, còn bóng chuyền bãi biển sẽ diễn ra tại Bãi biển Copacabana, trên một địa điểm tạm thời Sân vận động Copacabana.

## Lịch thi đấu
| P | Vòng loại | ⅛ | Vòng 16 | ¼ | Tứ kết | ½ | Bán kết | B | Tranh huy chương đồng | F | Chung kết |

| Nội dung↓ Ngày→ | Bảy 6 | CN 7 | Hai 8 | Ba 9 | Tư 10 | Năm 11 | Sáu 12 | Bảy 13 | CN 14 | Hai 15 | Ba 16 | Ba 16 | Tư 17 | Tư 17 | Năm 18 | Năm 18 | Sáu 19 | Bảy 20 | Bảy 20 | CN 21 | CN 21 |
| --------------- | ----- | ---- | ----- | ---- | ----- | ------ | ------ | ------ | ----- | ------ | ----- | ----- | ----- | ----- | ------ | ------ | ------ | ------ | ------ | ----- | ----- |
| Trong nhà nam   |       | P    |       | P    |       | P      |        | P      |       | P      |       |       | ¼     | ¼     |        |        | ½      |        |        | B     | F     |
| Trong nhà nữ    | P     |      | P     |      | P     |        | P      |        | P     |        | ¼     | ¼     |       |       | ½      | ½      |        | B      | F      |       |       |
| Bãi biển nam    | P     | P    | P     | P    | P     | P      | ⅛      | ⅛      |       | ¼      | ½     | ½     |       |       | B      | F      |        |        |        |       |       |
| Bãi biển nữ     | P     | P    | P     | P    | P     | P      | ⅛      | ⅛      | ¼     |        | ½     | ½     | B     | F     |        |        |        |        |        |       |       |

## Các nội dung thi đấu
Bốn bộ huy chương được trao cho các nội dung sau:
- Bóng chuyền trong nhà — nam (12 đội, 144 vận động viên)
- Bóng chuyền trong nhà — nữ (12 đội, 144 vận động viên)
- Bóng chuyền bãi biển — nam (24 đội, 48 vận động viên)
- Bóng chuyền bãi biển — nữ (24 đội, 48 vận động viên)

## Vòng loại
Mỗi Ủy ban Olympic quốc gia có tối đa một đội nam và một đội nữ vượt qua vòng loại nội dung bóng chuyền và hai nam và hai nữ đối với nội dung bóng chuyền bãi biển.

### Bóng chuyền nam
| Vòng loại                   | Thời gian                       | Địa điểm         | Suất | Đội       |
| --------------------------- | ------------------------------- | ---------------- | ---- | --------- |
| Chủ nhà                     | 2 tháng 10 năm 2009             | Copenhagen       | 1    | Brasil    |
| World Cup 2015              | 8–23 tháng 9 năm 2015           | Nhật Bản         | 2    | Hoa Kỳ    |
| World Cup 2015              | 8–23 tháng 9 năm 2015           | Nhật Bản         | 2    | Ý         |
| Vòng loại Nam Mỹ            | 9–11 tháng 10 năm 2015          | Maiquetía        | 1    | Argentina |
| Vòng loại châu Âu           | 5–10 tháng 1 năm 2016           | Berlin           | 1    | Nga       |
| Vòng loại châu Phi          | 7–12 tháng 1 năm 2016           | Brazzaville      | 1    | Ai Cập    |
| Vòng loại Bắc Mỹ            | 8–10 tháng 1 năm 2016           | Edmonton         | 1    | Cuba      |
| Vòng loại châu Á            | 28 tháng 5 – 5 tháng 6 năm 2016 | Tokyo            | 1    | Iran      |
| Vòng loại Thế giới thứ nhẩt | 28 tháng 5 – 5 tháng 6 năm 2016 | Tokyo            | 3    | Ba Lan    |
| Vòng loại Thế giới thứ nhẩt | 28 tháng 5 – 5 tháng 6 năm 2016 | Tokyo            | 3    | Pháp      |
| Vòng loại Thế giới thứ nhẩt | 28 tháng 5 – 5 tháng 6 năm 2016 | Tokyo            | 3    | Canada    |
| Vòng loại Thế giới thứ hai  | 3–5 tháng 6 năm 2016            | Thành phố México | 1    | México    |
| Tổng                        | Tổng                            | Tổng             | 12   |           |

### Bóng chuyền nữ
| Vòng loại                   | Thời gian                       | Địa điểm   | Suất | Đội         |
| --------------------------- | ------------------------------- | ---------- | ---- | ----------- |
| Chủ nhà                     | 2 tháng 10 năm 2009             | Copenhagen | 1    | Brasil      |
| World Cup 2015              | 22 tháng 8 – 6 tháng 9 năm 2015 | Nhật Bản   | 2    | Trung Quốc  |
| World Cup 2015              | 22 tháng 8 – 6 tháng 9 năm 2015 | Nhật Bản   | 2    | Serbia      |
| Vòng loại châu u            | 4–9 tháng 1 năm 2016            | Ankara     | 1    | Nga         |
| Vòng loại Nam Mỹ            | 6–10 tháng 1 năm 2016           | Bariloche  | 1    | Argentina   |
| Vòng loại Bắc Mỹ            | 7–9 tháng 1 năm 2016            | Lincoln    | 1    | Hoa Kỳ      |
| Vòng loại châu Phi          | 12–16 tháng 2 năm 2016          | Yaoundé    | 1    | Cameroon    |
| Vòng loại châu Á            | 14–22 tháng 5 năm 2016          | Tokyo      | 1    | Nhật Bản    |
| Vòng loại Thế giới thứ nhất | 14–22 tháng 5 năm 2016          | Tokyo      | 3    | Ý           |
| Vòng loại Thế giới thứ nhất | 14–22 tháng 5 năm 2016          | Tokyo      | 3    | Hà Lan      |
| Vòng loại Thế giới thứ nhất | 14–22 tháng 5 năm 2016          | Tokyo      | 3    | Hàn Quốc    |
| Vòng loại Thế giới thứ hai  | 20–22 tháng 5 năm 2016          | San Juan   | 1    | Puerto Rico |
| Tổng                        | Tổng                            | Tổng       | 12   |             |

### Bóng chuyền bãi biển
| Vòng loại                                       | Thời gian                                    | Địa điểm   | Suất | Đội         | Đội          |
| Vòng loại                                       | Thời gian                                    | Địa điểm   | Suất | Nam         | Nữ           |
| ----------------------------------------------- | -------------------------------------------- | ---------- | ---- | ----------- | ------------ |
| Chủ nhà                                         | 2 tháng 10 năm 2009                          | Copenhagen | 2    | Brasil      | Brasil       |
| Giải vô địch thế giới 2015                      | 26 tháng 6 – 5 tháng 7 năm 2015              | Hà Lan     | 2    | Brasil      | Brasil       |
| Bảng xếp hạng Olympic bóng chuyền bãi biển FIVB | 12 tháng 6 năm 2016                          | Lausanne   | 30   | Hà Lan      | Hoa Kỳ       |
| Bảng xếp hạng Olympic bóng chuyền bãi biển FIVB | 12 tháng 6 năm 2016                          | Lausanne   | 30   | Hoa Kỳ      | Đức          |
| Bảng xếp hạng Olympic bóng chuyền bãi biển FIVB | 12 tháng 6 năm 2016                          | Lausanne   | 30   | Hà Lan      | Canada       |
| Bảng xếp hạng Olympic bóng chuyền bãi biển FIVB | 12 tháng 6 năm 2016                          | Lausanne   | 30   | Hoa Kỳ      | Hà Lan       |
| Bảng xếp hạng Olympic bóng chuyền bãi biển FIVB | 12 tháng 6 năm 2016                          | Lausanne   | 30   | Tây Ban Nha | Úc           |
| Bảng xếp hạng Olympic bóng chuyền bãi biển FIVB | 12 tháng 6 năm 2016                          | Lausanne   | 30   | Latvia      | Ý            |
| Bảng xếp hạng Olympic bóng chuyền bãi biển FIVB | 12 tháng 6 năm 2016                          | Lausanne   | 30   | Nga         | Đức          |
| Bảng xếp hạng Olympic bóng chuyền bãi biển FIVB | 12 tháng 6 năm 2016                          | Lausanne   | 30   | Ý           | Tây Ban Nha  |
| Bảng xếp hạng Olympic bóng chuyền bãi biển FIVB | 12 tháng 6 năm 2016                          | Lausanne   | 30   | Ba Lan      | Ba Lan       |
| Bảng xếp hạng Olympic bóng chuyền bãi biển FIVB | 12 tháng 6 năm 2016                          | Lausanne   | 30   | Ý           | Thụy Sĩ      |
| Bảng xếp hạng Olympic bóng chuyền bãi biển FIVB | 12 tháng 6 năm 2016                          | Lausanne   | 30   | Áo          | Canada       |
| Bảng xếp hạng Olympic bóng chuyền bãi biển FIVB | 12 tháng 6 năm 2016                          | Lausanne   | 30   | Ba Lan      | Thụy Sĩ      |
| Bảng xếp hạng Olympic bóng chuyền bãi biển FIVB | 12 tháng 6 năm 2016                          | Lausanne   | 30   | Đức         | Hoa Kỳ       |
| Bảng xếp hạng Olympic bóng chuyền bãi biển FIVB | 12 tháng 6 năm 2016                          | Lausanne   | 30   | Canada      | Argentina    |
| Bảng xếp hạng Olympic bóng chuyền bãi biển FIVB | 12 tháng 6 năm 2016                          | Lausanne   | 30   | México      | Trung Quốc   |
| AVC Continental Cup 2014–2016                   | 15 tháng 4 – 26 tháng 6 năm 2016 (Vòng cuối) | Cairns     | 2    | Qatar       | Úc           |
| CAVB Continental Cup 2014–2016                  | 15 tháng 4 – 26 tháng 6 năm 2016 (Vòng cuối) | nhiều nơi  | 2    | Tunisia     | Ai Cập       |
| CEV Continental Cup 2014–2016                   | 15 tháng 4 – 26 tháng 6 năm 2016 (Vòng cuối) | Stavanger  | 2    | Áo          | Hà Lan       |
| CSV Continental Cup 2014–2016                   | 15 tháng 4 – 26 tháng 6 năm 2016 (Vòng cuối) | nhiều nơi  | 2    | Chile       | Venezuela    |
| NORCECA Continental Cup 2014–2016               | 15 tháng 4 – 26 tháng 6 năm 2016 (Vòng cuối) | Guaymas    | 2    | Cuba        | Costa Rica   |
| FIVB World Continental Cup 2016                 | 6–10 tháng 7 năm 2016                        | Sochi      | 4    | Canada      | Cộng hòa Séc |
| FIVB World Continental Cup 2016                 | 6–10 tháng 7 năm 2016                        | Sochi      | 4    | Nga         | Nga          |
| Tổng                                            | Tổng                                         | Tổng       | 48   | 24          | 24           |

## Trong nhà nam
Gồm hai giai đoạn; sau vòng bảng là vòng loại trực tiếp.

### Vòng bảng
Các đội được chia vào hai bảng gồm sáu quốc gia thi đấu vòng tròn một lượt. Ba điểm dành cho một trận thắng 3–0 hoặc 3–1, hai cho trận thắng 3–2, một cho trận thua 2–3 và 0 điểm cho trận thua 1–3 hoặc 0–3. Bốn đội đứng đầu mỗi bảng giành quyền vào tứ kết.

#### Bảng A
| VT | Đội        | Tr | T | B | Đ  | ST | SB | TSS   | ĐST | ĐSB | TSĐS  | Giành quyền tham dự |
| -- | ---------- | -- | - | - | -- | -- | -- | ----- | --- | --- | ----- | ------------------- |
| 1  | Ý          | 5  | 4 | 1 | 12 | 13 | 5  | 2,600 | 432 | 375 | 1,152 | Tứ kết              |
| 2  | Canada     | 5  | 3 | 2 | 9  | 10 | 7  | 1,429 | 378 | 378 | 1,000 | Tứ kết              |
| 3  | Hoa Kỳ     | 5  | 3 | 2 | 9  | 10 | 8  | 1,250 | 419 | 405 | 1,035 | Tứ kết              |
| 4  | Brasil (H) | 5  | 3 | 2 | 9  | 11 | 9  | 1,222 | 467 | 442 | 1,057 | Tứ kết              |
| 5  | Pháp       | 5  | 2 | 3 | 6  | 8  | 9  | 0,889 | 386 | 367 | 1,052 |                     |
| 6  | México     | 5  | 0 | 5 | 0  | 1  | 15 | 0,067 | 283 | 398 | 0,711 |                     |

#### Bảng B
| VT | Đội       | Tr | T | B | Đ  | ST | SB | TSS   | ĐST | ĐSB | TSĐS  | Giành quyền tham dự |
| -- | --------- | -- | - | - | -- | -- | -- | ----- | --- | --- | ----- | ------------------- |
| 1  | Argentina | 5  | 4 | 1 | 12 | 12 | 4  | 3,000 | 394 | 335 | 1,176 | Tứ kết              |
| 2  | Ba Lan    | 5  | 4 | 1 | 12 | 14 | 5  | 2,800 | 447 | 389 | 1,149 | Tứ kết              |
| 3  | Nga       | 5  | 4 | 1 | 11 | 13 | 6  | 2,167 | 432 | 367 | 1,177 | Tứ kết              |
| 4  | Iran      | 5  | 2 | 3 | 7  | 8  | 9  | 0,889 | 389 | 392 | 0,992 | Tứ kết              |
| 5  | Ai Cập    | 5  | 1 | 4 | 3  | 3  | 12 | 0,250 | 286 | 362 | 0,790 |                     |
| 6  | Cuba      | 5  | 0 | 5 | 0  | 1  | 15 | 0,067 | 300 | 403 | 0,744 |                     |

### Vòng loại trực tiếp
|  | Tứ kết     | Tứ kết     |            |   | Bán kết               | Bán kết               |  |  | Tranh huy chương vàng | Tranh huy chương vàng |
|  |            |            |            |   |                       |                       |  |  |                       |                       |
|  | 17 tháng 8 |            |            |   |                       |                       |  |  |                       |                       |
|  |            |            |            |   |                       |                       |  |  |                       |                       |
|  | Ý          | 3          |            |   |                       |                       |  |  |                       |                       |
|  | Ý          | 3          | 19 tháng 8 |   |                       |                       |  |  |                       |                       |
|  | Iran       | 0          |            |   |                       |                       |  |  |                       |                       |
|  | Iran       | 0          | Ý          | 3 |                       |                       |  |  |                       |                       |
|  | 17 tháng 8 |            | Ý          | 3 |                       |                       |  |  |                       |                       |
|  |            | Hoa Kỳ     | 2          |   |                       |                       |  |  |                       |                       |
|  | Hoa Kỳ     | Hoa Kỳ     | 2          | 3 |                       |                       |  |  |                       |                       |
|  | Hoa Kỳ     |            | 21 tháng 8 | 3 |                       |                       |  |  |                       |                       |
|  | Ba Lan     | 0          |            |   |                       |                       |  |  |                       |                       |
|  | Ba Lan     | 0          | Ý          | 0 |                       |                       |  |  |                       |                       |
|  | 17 tháng 8 |            | Ý          | 0 |                       |                       |  |  |                       |                       |
|  |            | Brasil     | 3          |   |                       |                       |  |  |                       |                       |
|  | Canada     | Brasil     | 3          | 0 |                       |                       |  |  |                       |                       |
|  | Canada     | 19 tháng 8 |            | 0 |                       |                       |  |  |                       |                       |
|  | Nga        | 3          |            |   |                       |                       |  |  |                       |                       |
|  | Nga        | 3          | Nga        | 0 |                       |                       |  |  |                       |                       |
|  | 17 tháng 8 |            | Nga        | 0 |                       |                       |  |  |                       |                       |
|  |            | Brasil     | 3          |   | Tranh huy chương đồng | Tranh huy chương đồng |  |  |                       |                       |
|  | Brasil     | Brasil     | 3          | 3 | Tranh huy chương đồng | Tranh huy chương đồng |  |  |                       |                       |
|  | Brasil     |            | 21 tháng 8 | 3 |                       |                       |  |  |                       |                       |
|  | Argentina  | 1          |            |   |                       |                       |  |  |                       |                       |
|  | Argentina  | 1          | Hoa Kỳ     | 3 |                       |                       |  |  |                       |                       |
|  |            |            |            |   |                       |                       |  |  |                       |                       |
|  | Nga        | 2          |            |   |                       |                       |  |  |                       |                       |
|  | Nga        | 2          |            |   |                       |                       |  |  |                       |                       |

## Trong nhà nữ
Gồm hai giai đoạn; sau vòng bảng là vòng loại trực tiếp.

### Vòng bảng
Các đội được chia vào hai bảng gồm sáu quốc gia thi đấu vòng tròn một lượt. Ba điểm dành cho một trận thắng 3–0 hoặc 3–1, hai cho trận thắng 3–2, một cho trận thua 2–3 và 0 điểm cho trận thua 1–3 hoặc 0–3. Bốn đội đứng đầu mỗi bảng giành quyền vào tứ kết.

#### Bảng A
| VT | Đội        | Tr | T | B | Đ  | ST | SB | TSS   | ĐST | ĐSB | TSĐS  | Giành quyền tham dự |
| -- | ---------- | -- | - | - | -- | -- | -- | ----- | --- | --- | ----- | ------------------- |
| 1  | Brasil (H) | 5  | 5 | 0 | 15 | 15 | 0  | —     | 377 | 272 | 1,386 | Tứ kết              |
| 2  | Nga        | 5  | 4 | 1 | 12 | 12 | 4  | 3,000 | 393 | 353 | 1,113 | Tứ kết              |
| 3  | Hàn Quốc   | 5  | 3 | 2 | 9  | 10 | 7  | 1,429 | 384 | 372 | 1,032 | Tứ kết              |
| 4  | Nhật Bản   | 5  | 2 | 3 | 6  | 7  | 9  | 0,778 | 347 | 364 | 0,953 | Tứ kết              |
| 5  | Argentina  | 5  | 1 | 4 | 2  | 3  | 14 | 0,214 | 319 | 407 | 0,784 |                     |
| 6  | Cameroon   | 5  | 0 | 5 | 1  | 2  | 15 | 0,133 | 328 | 410 | 0,800 |                     |

#### Bảng B
| VT | Đội         | Tr | T | B | Đ  | ST | SB | TSS   | ĐST | ĐSB | TSĐS  | Giành quyền tham dự |
| -- | ----------- | -- | - | - | -- | -- | -- | ----- | --- | --- | ----- | ------------------- |
| 1  | Hoa Kỳ      | 5  | 5 | 0 | 14 | 15 | 5  | 3,000 | 470 | 400 | 1,175 | Tứ kết              |
| 2  | Hà Lan      | 5  | 4 | 1 | 11 | 14 | 7  | 2,000 | 455 | 425 | 1,071 | Tứ kết              |
| 3  | Serbia      | 5  | 3 | 2 | 10 | 12 | 6  | 2,000 | 410 | 394 | 1,041 | Tứ kết              |
| 4  | Trung Quốc  | 5  | 2 | 3 | 7  | 9  | 9  | 1,000 | 398 | 389 | 1,023 | Tứ kết              |
| 5  | Ý           | 5  | 1 | 4 | 3  | 4  | 12 | 0,333 | 351 | 374 | 0,939 |                     |
| 6  | Puerto Rico | 5  | 0 | 5 | 0  | 0  | 15 | 0,000 | 277 | 379 | 0,731 |                     |

### Vòng loại trực tiếp
|  | Tứ kết     | Tứ kết     |            |   | Bán kết               | Bán kết               |  |  | Tranh huy chương vàng | Tranh huy chương vàng |
|  |            |            |            |   |                       |                       |  |  |                       |                       |
|  | 16 tháng 8 |            |            |   |                       |                       |  |  |                       |                       |
|  |            |            |            |   |                       |                       |  |  |                       |                       |
|  | Brasil     | 2          |            |   |                       |                       |  |  |                       |                       |
|  | Brasil     | 2          | 18 tháng 8 |   |                       |                       |  |  |                       |                       |
|  | Trung Quốc | 3          |            |   |                       |                       |  |  |                       |                       |
|  | Trung Quốc | 3          | Trung Quốc | 3 |                       |                       |  |  |                       |                       |
|  | 16 tháng 8 |            | Trung Quốc | 3 |                       |                       |  |  |                       |                       |
|  |            | Hà Lan     | 1          |   |                       |                       |  |  |                       |                       |
|  | Hàn Quốc   | Hà Lan     | 1          | 1 |                       |                       |  |  |                       |                       |
|  | Hàn Quốc   |            | 20 tháng 8 | 1 |                       |                       |  |  |                       |                       |
|  | Hà Lan     | 3          |            |   |                       |                       |  |  |                       |                       |
|  | Hà Lan     | 3          | Trung Quốc | 3 |                       |                       |  |  |                       |                       |
|  | 16 tháng 8 |            | Trung Quốc | 3 |                       |                       |  |  |                       |                       |
|  |            | Serbia     | 1          |   |                       |                       |  |  |                       |                       |
|  | Nga        | Serbia     | 1          | 0 |                       |                       |  |  |                       |                       |
|  | Nga        | 18 tháng 8 |            | 0 |                       |                       |  |  |                       |                       |
|  | Serbia     | 3          |            |   |                       |                       |  |  |                       |                       |
|  | Serbia     | 3          | Serbia     | 3 |                       |                       |  |  |                       |                       |
|  | 16 tháng 8 |            | Serbia     | 3 |                       |                       |  |  |                       |                       |
|  |            | Hoa Kỳ     | 2          |   | Tranh huy chương đồng | Tranh huy chương đồng |  |  |                       |                       |
|  | Nhật Bản   | Hoa Kỳ     | 2          | 0 | Tranh huy chương đồng | Tranh huy chương đồng |  |  |                       |                       |
|  | Nhật Bản   |            | 20 tháng 8 | 0 |                       |                       |  |  |                       |                       |
|  | Hoa Kỳ     | 3          |            |   |                       |                       |  |  |                       |                       |
|  | Hoa Kỳ     | 3          | Hà Lan     | 1 |                       |                       |  |  |                       |                       |
|  |            |            |            |   |                       |                       |  |  |                       |                       |
|  | Hoa Kỳ     | 3          |            |   |                       |                       |  |  |                       |                       |
|  | Hoa Kỳ     | 3          |            |   |                       |                       |  |  |                       |                       |

## Bóng chuyền bãi biển

### Nam
|  | Vòng 16 đội                   | Vòng 16 đội                  |                              |   | Tứ kết                      | Tứ kết          |              |              | Bán kết | Bán kết |  |  | Huy chương vàng | Huy chương vàng |
|  |                               |                              |                              |   |                             |                 |              |              |         |         |  |  |                 |                 |
|  |                               |                              |                              |   |                             |                 |              |              |         |         |  |  |                 |                 |
|  |                               |                              |                              |   |                             |                 |              |              |         |         |  |  |                 |                 |
|  | Carambula – Ranghieri (ITA)   | 0                            |                              |   |                             |                 |              |              |         |         |  |  |                 |                 |
|  | Carambula – Ranghieri (ITA)   | 0                            | 15 tháng Tám                 |   |                             |                 |              |              |         |         |  |  |                 |                 |
|  | Lupo – Nicolai (ITA)          | 2                            |                              |   |                             |                 |              |              |         |         |  |  |                 |                 |
|  | Lupo – Nicolai (ITA)          | 2                            | Lupo – Nicolai (ITA)         | 2 |                             |                 |              |              |         |         |  |  |                 |                 |
|  |                               |                              | Lupo – Nicolai (ITA)         | 2 |                             |                 |              |              |         |         |  |  |                 |                 |
|  |                               | Barsouk – Liamin (RUS)       | 1                            |   |                             |                 |              |              |         |         |  |  |                 |                 |
|  | Evandro – Pedro Solberg (BRA) | Barsouk – Liamin (RUS)       | 1                            | 1 |                             |                 |              |              |         |         |  |  |                 |                 |
|  | Evandro – Pedro Solberg (BRA) |                              | 16 tháng Tám                 | 1 |                             |                 |              |              |         |         |  |  |                 |                 |
|  | Barsouk – Liamin (RUS)        | 2                            |                              |   |                             |                 |              |              |         |         |  |  |                 |                 |
|  | Barsouk – Liamin (RUS)        | 2                            | Lupo – Nicolai (ITA)         | 2 |                             |                 |              |              |         |         |  |  |                 |                 |
|  |                               |                              | Lupo – Nicolai (ITA)         | 2 |                             |                 |              |              |         |         |  |  |                 |                 |
|  |                               | Krasilnikov – Semenov (RUS)  | 1                            |   |                             |                 |              |              |         |         |  |  |                 |                 |
|  | Krasilnikov – Semenov (RUS)   | Krasilnikov – Semenov (RUS)  | 1                            | 2 |                             |                 |              |              |         |         |  |  |                 |                 |
|  | Krasilnikov – Semenov (RUS)   | 15 tháng Tám                 |                              | 2 |                             |                 |              |              |         |         |  |  |                 |                 |
|  | Cherif – Jefferson (QAT)      | 0                            |                              |   |                             |                 |              |              |         |         |  |  |                 |                 |
|  | Cherif – Jefferson (QAT)      | 0                            | Krasilnikov – Semenov (RUS)  | 2 |                             |                 |              |              |         |         |  |  |                 |                 |
|  |                               |                              | Krasilnikov – Semenov (RUS)  | 2 |                             |                 |              |              |         |         |  |  |                 |                 |
|  |                               | Díaz – González (CUB)        | 1                            |   |                             |                 |              |              |         |         |  |  |                 |                 |
|  | Doppler – Horst (AUT)         | Díaz – González (CUB)        | 1                            | 0 |                             |                 |              |              |         |         |  |  |                 |                 |
|  | Doppler – Horst (AUT)         |                              | 19 tháng Tám                 | 0 |                             |                 |              |              |         |         |  |  |                 |                 |
|  | Díaz – González (CUB)         | 2                            |                              |   |                             |                 |              |              |         |         |  |  |                 |                 |
|  | Díaz – González (CUB)         | 2                            | Lupo – Nicolai (ITA)         | 0 |                             |                 |              |              |         |         |  |  |                 |                 |
|  |                               |                              | Lupo – Nicolai (ITA)         | 0 |                             |                 |              |              |         |         |  |  |                 |                 |
|  |                               | Alison – Bruno Schmidt (BRA) | 2                            |   |                             |                 |              |              |         |         |  |  |                 |                 |
|  | Dalhausser – Lucena (USA)     | Alison – Bruno Schmidt (BRA) | 2                            | 2 |                             |                 |              |              |         |         |  |  |                 |                 |
|  | Dalhausser – Lucena (USA)     | 15 tháng Tám                 |                              | 2 |                             |                 |              |              |         |         |  |  |                 |                 |
|  | Huber – Seidl (AUT)           | 0                            |                              |   |                             |                 |              |              |         |         |  |  |                 |                 |
|  | Huber – Seidl (AUT)           | 0                            | Dalhausser – Lucena (USA)    | 1 |                             |                 |              |              |         |         |  |  |                 |                 |
|  |                               |                              | Dalhausser – Lucena (USA)    | 1 |                             |                 |              |              |         |         |  |  |                 |                 |
|  |                               | Alison – Bruno Schmidt (BRA) | 2                            |   |                             |                 |              |              |         |         |  |  |                 |                 |
|  | Alison – Bruno Schmidt (BRA)  | Alison – Bruno Schmidt (BRA) | 2                            | 2 |                             |                 |              |              |         |         |  |  |                 |                 |
|  | Alison – Bruno Schmidt (BRA)  |                              | 16 tháng Tám                 | 2 |                             |                 |              |              |         |         |  |  |                 |                 |
|  | Gavira – Herrera (ESP)        | 0                            |                              |   |                             |                 |              |              |         |         |  |  |                 |                 |
|  | Gavira – Herrera (ESP)        | 0                            | Alison – Bruno Schmidt (BRA) | 2 |                             |                 |              |              |         |         |  |  |                 |                 |
|  |                               |                              | Alison – Bruno Schmidt (BRA) | 2 |                             |                 |              |              |         |         |  |  |                 |                 |
|  |                               | Brouwer – Meeuwsen (NED)     | 1                            |   | Huy chương đồng             | Huy chương đồng |              |              |         |         |  |  |                 |                 |
|  | Ontiveros – Virgen (MEX)      | Brouwer – Meeuwsen (NED)     | 1                            | 0 | Huy chương đồng             | Huy chương đồng |              |              |         |         |  |  |                 |                 |
|  | Ontiveros – Virgen (MEX)      | 15 tháng Tám                 | 15 tháng Tám                 | 0 |                             |                 | 18 tháng Tám | 18 tháng Tám |         |         |  |  |                 |                 |
|  | Nummerdor – Varenhorst (NED)  | 15 tháng Tám                 | 15 tháng Tám                 | 2 |                             |                 | 18 tháng Tám | 18 tháng Tám |         |         |  |  |                 |                 |
|  | Nummerdor – Varenhorst (NED)  | Nummerdor – Varenhorst (NED) | 0                            | 2 | Krasilnikov – Semenov (RUS) | 0               |              |              |         |         |  |  |                 |                 |
|  |                               |                              | 0                            |   | Krasilnikov – Semenov (RUS) | 0               |              |              |         |         |  |  |                 |                 |
|  |                               | Brouwer – Meeuwsen (NED)     | 2                            |   | Brouwer – Meeuwsen (NED)    | 2               |              |              |         |         |  |  |                 |                 |
|  | Saxton – Schalk (CAN)         | Brouwer – Meeuwsen (NED)     | 2                            | 0 | Brouwer – Meeuwsen (NED)    | 2               |              |              |         |         |  |  |                 |                 |
|  | Saxton – Schalk (CAN)         |                              |                              | 0 |                             |                 |              |              |         |         |  |  |                 |                 |
|  | Brouwer – Meeuwsen (NED)      | 2                            |                              |   |                             |                 |              |              |         |         |  |  |                 |                 |
|  | Brouwer – Meeuwsen (NED)      | 2                            |                              |   |                             |                 |              |              |         |         |  |  |                 |                 |

### Nữ
|  | Vòng 16 đội                  | Vòng 16 đội                |                             |   | Tứ kết                      | Tứ kết                |            |            | Bán kết | Bán kết |  |  | Tranh huy chương vàng | Tranh huy chương vàng |
|  |                              |                            |                             |   |                             |                       |            |            |         |         |  |  |                       |                       |
|  |                              |                            |                             |   |                             |                       |            |            |         |         |  |  |                       |                       |
|  |                              |                            |                             |   |                             |                       |            |            |         |         |  |  |                       |                       |
|  | Larissa – Talita (BRA)       | 2                          |                             |   |                             |                       |            |            |         |         |  |  |                       |                       |
|  | Larissa – Talita (BRA)       | 2                          | 14 tháng 8                  |   |                             |                       |            |            |         |         |  |  |                       |                       |
|  | Borger – Büthe (GER)         | 0                          |                             |   |                             |                       |            |            |         |         |  |  |                       |                       |
|  | Borger – Büthe (GER)         | 0                          | Larissa – Talita (BRA)      | 2 |                             |                       |            |            |         |         |  |  |                       |                       |
|  |                              |                            | Larissa – Talita (BRA)      | 2 |                             |                       |            |            |         |         |  |  |                       |                       |
|  |                              | Heidrich – Zumkehr (SUI)   | 1                           |   |                             |                       |            |            |         |         |  |  |                       |                       |
|  | Meppelink – Van Iersel (NED) | Heidrich – Zumkehr (SUI)   | 1                           | 1 |                             |                       |            |            |         |         |  |  |                       |                       |
|  | Meppelink – Van Iersel (NED) |                            | 16 tháng 8                  | 1 |                             |                       |            |            |         |         |  |  |                       |                       |
|  | Heidrich – Zumkehr (SUI)     | 2                          |                             |   |                             |                       |            |            |         |         |  |  |                       |                       |
|  | Heidrich – Zumkehr (SUI)     | 2                          | Larissa – Talita (BRA)      | 0 |                             |                       |            |            |         |         |  |  |                       |                       |
|  |                              |                            | Larissa – Talita (BRA)      | 0 |                             |                       |            |            |         |         |  |  |                       |                       |
|  |                              | Ludwig – Walkenhorst (GER) | 2                           |   |                             |                       |            |            |         |         |  |  |                       |                       |
|  | Bansley – Pavan (CAN)        | Ludwig – Walkenhorst (GER) | 2                           | 2 |                             |                       |            |            |         |         |  |  |                       |                       |
|  | Bansley – Pavan (CAN)        | 14 tháng 8                 |                             | 2 |                             |                       |            |            |         |         |  |  |                       |                       |
|  | Broder – Valjas (CAN)        | 0                          |                             |   |                             |                       |            |            |         |         |  |  |                       |                       |
|  | Broder – Valjas (CAN)        | 0                          | Bansley – Pavan (CAN)       | 0 |                             |                       |            |            |         |         |  |  |                       |                       |
|  |                              |                            | Bansley – Pavan (CAN)       | 0 |                             |                       |            |            |         |         |  |  |                       |                       |
|  |                              | Ludwig – Walkenhorst (GER) | 2                           |   |                             |                       |            |            |         |         |  |  |                       |                       |
|  | Forrer – Vergé-Dépré (SUI)   | Ludwig – Walkenhorst (GER) | 2                           | 0 |                             |                       |            |            |         |         |  |  |                       |                       |
|  | Forrer – Vergé-Dépré (SUI)   |                            | 18 tháng 8                  | 0 |                             |                       |            |            |         |         |  |  |                       |                       |
|  | Ludwig – Walkenhorst (GER)   | 2                          |                             |   |                             |                       |            |            |         |         |  |  |                       |                       |
|  | Ludwig – Walkenhorst (GER)   | 2                          | Ludwig – Walkenhorst (GER)  | 2 |                             |                       |            |            |         |         |  |  |                       |                       |
|  |                              |                            | Ludwig – Walkenhorst (GER)  | 2 |                             |                       |            |            |         |         |  |  |                       |                       |
|  |                              | Ágatha – Bárbara (BRA)     | 0                           |   |                             |                       |            |            |         |         |  |  |                       |                       |
|  | Ross – Walsh Jennings (USA)  | Ágatha – Bárbara (BRA)     | 0                           | 2 |                             |                       |            |            |         |         |  |  |                       |                       |
|  | Ross – Walsh Jennings (USA)  | 14 tháng 8                 |                             | 2 |                             |                       |            |            |         |         |  |  |                       |                       |
|  | Menegatti – Giombini (ITA)   | 0                          |                             |   |                             |                       |            |            |         |         |  |  |                       |                       |
|  | Menegatti – Giombini (ITA)   | 0                          | Ross – Walsh Jennings (USA) | 2 |                             |                       |            |            |         |         |  |  |                       |                       |
|  |                              |                            | Ross – Walsh Jennings (USA) | 2 |                             |                       |            |            |         |         |  |  |                       |                       |
|  |                              | Bawden – Clancy (AUS)      | 0                           |   |                             |                       |            |            |         |         |  |  |                       |                       |
|  | Brzostek – Kołosińska (POL)  | Bawden – Clancy (AUS)      | 0                           | 1 |                             |                       |            |            |         |         |  |  |                       |                       |
|  | Brzostek – Kołosińska (POL)  |                            | 16 tháng 8                  | 1 |                             |                       |            |            |         |         |  |  |                       |                       |
|  | Bawden – Clancy (AUS)        | 2                          |                             |   |                             |                       |            |            |         |         |  |  |                       |                       |
|  | Bawden – Clancy (AUS)        | 2                          | Ross – Walsh Jennings (USA) | 0 |                             |                       |            |            |         |         |  |  |                       |                       |
|  |                              |                            | Ross – Walsh Jennings (USA) | 0 |                             |                       |            |            |         |         |  |  |                       |                       |
|  |                              | Ágatha – Bárbara (BRA)     | 2                           |   | Tranh huy chương đồng       | Tranh huy chương đồng |            |            |         |         |  |  |                       |                       |
|  | Vương Phàm – Huệ Viên (CHN)  | Ágatha – Bárbara (BRA)     | 2                           | 0 | Tranh huy chương đồng       | Tranh huy chương đồng |            |            |         |         |  |  |                       |                       |
|  | Vương Phàm – Huệ Viên (CHN)  | 14 tháng 8                 | 14 tháng 8                  | 0 |                             |                       | 17 tháng 8 | 17 tháng 8 |         |         |  |  |                       |                       |
|  | Ágatha – Bárbara (BRA)       | 14 tháng 8                 | 14 tháng 8                  | 2 |                             |                       | 17 tháng 8 | 17 tháng 8 |         |         |  |  |                       |                       |
|  | Ágatha – Bárbara (BRA)       | Ágatha – Bárbara (BRA)     | 2                           | 2 | Larissa – Talita (BRA)      | 1                     |            |            |         |         |  |  |                       |                       |
|  |                              |                            | 2                           |   | Larissa – Talita (BRA)      | 1                     |            |            |         |         |  |  |                       |                       |
|  |                              | Birlova – Ukolova (RUS)    | 0                           |   | Ross – Walsh Jennings (USA) | 2                     |            |            |         |         |  |  |                       |                       |
|  | Birlova – Ukolova (RUS)      | Birlova – Ukolova (RUS)    | 0                           | 2 | Ross – Walsh Jennings (USA) | 2                     |            |            |         |         |  |  |                       |                       |
|  | Birlova – Ukolova (RUS)      |                            |                             | 2 |                             |                       |            |            |         |         |  |  |                       |                       |
|  | Elsa – Liliana (ESP)         | 0                          |                             |   |                             |                       |            |            |         |         |  |  |                       |                       |
|  | Elsa – Liliana (ESP)         | 0                          |                             |   |                             |                       |            |            |         |         |  |  |                       |                       |

## Huy chương

### Bảng xếp hạng huy chương
| 1    | Brasil     | 2 | 1 | 0 | 3  |
| 2    | Trung Quốc | 1 | 0 | 0 | 1  |
| 2    | Đức        | 1 | 0 | 0 | 1  |
| 4    | Ý          | 0 | 2 | 0 | 2  |
| 5    | Serbia     | 0 | 1 | 0 | 1  |
| 6    | Hoa Kỳ     | 0 | 0 | 3 | 3  |
| 7    | Hà Lan     | 0 | 0 | 1 | 1  |
| Tổng | Tổng       | 4 | 4 | 4 | 12 |

### Danh sách huy chương

#### Bóng chuyền trong nhà
| Nội dung      | Vàng | Bạc | Đồng |
| ------------- | --- | --- | --- |
| Trong nhà nam | Brasil (BRA) · William Arjona · Éder Carbonera · Wallace de Souza · Luiz Felipe Fonteles · Evandro Guerra · Ricardo Lucarelli Souza · Bruno Rezende · Lucas Saatkamp · Sérgio Santos · Maurício Silva · Douglas Souza · Maurício Souza | Ý (ITA) · Oleg Antonov · Emanuele Birarelli · Simone Buti · Massimo Colaci · Simone Giannelli · Osmany Juantorena · Filippo Lanza · Matteo Piano · Salvatore Rossini · Pasquale Sottile · Luca Vettori · Ivan Zaytsev                   | Hoa Kỳ (USA) · Matthew Anderson · Aaron Russell · Taylor Sander · David Lee · Kawika Shoji · William Priddy · Murphy Troy · Thomas Jaeschke · Micah Christenson · Maxwell Holt · David Smith · Erik Shoji            |
| Trong nhà nữ  | Trung Quốc (CHN) · Đinh Hà · Cung Hương Vũ · Huệ Nhược Kỳ · Lâm Lệ · Lưu Hiểu Đồng · Ngụy Thu Nguyệt · Từ Vân Lệ · Yên Ni · Dương Phương Tô · Viên Tâm Nguyệt · Trương Thường Ninh · Chu Đình                                          | Serbia (SRB) · Tijana Bošković · Jovana Brakočević · Bianka Buša · Tijana Malešević · Brankica Mihajlović · Jelena Nikolić · Maja Ognjenović · Silvija Popović · Milena Rašić · Jovana Stevanović · Stefana Veljković · Bojana Živković | Hoa Kỳ (USA) · Rachael Adams · Foluke Akinradewo · Kayla Banwarth · Alisha Glass · Christa Harmotto · Kimberly Hill · Jordan Larson · Carli Lloyd · Karsta Lowe · Kelly Murphy · Kelsey Robinson · Courtney Thompson |

#### Bóng chuyền bãi biển
| Nội dung     | Vàng                                          | Bạc                                               | Đồng                                               |
| ------------ | --------------------------------------------- | ------------------------------------------------- | -------------------------------------------------- |
| Bãi biển nam | Brasil (BRA) · Alison Cerutti · Bruno Schmidt | Ý (ITA) · Daniele Lupo · Paolo Nicolai            | Hà Lan (NED) · Alexander Blouwer · Robert Meeuwsen |
| Bãi biển nữ  | Đức (GER) · Laura Ludwig · Kira Walkenhorst   | Brasil (BRA) · Ágatha Bednarczuk · Bárbara Seixas | Hoa Kỳ (USA) · April Ross · Kerri Walsh Jennings   |